# Sargus cyaneus
Sargus cyaneus är en tvåvingeart som först beskrevs av Enrico Adelelmo Brunetti 1912.  Sargus cyaneus ingår i släktet Sargus och familjen vapenflugor. Inga underarter finns listade i Catalogue of Life.